# Кембриџ (Минесота)
Кембриџ (енгл. Cambridge) град је у америчкој савезној држави Минесота.

## Демографија
По попису из 2010. године број становника је 8.111, што је 2.591 (46,9%) становника више него 2000. године.
| Група             | 2000.         | 2010.         |
| Белци             | 5.349 (96,9%) | 7.582 (93,5%) |
| Афроамериканци    | 17 (0,3%)     | 81 (1,0%)     |
| Азијати           | 32 (0,6%)     | 113 (1,4%)    |
| Хиспаноамериканци | 35 (0,6%)     | 140 (1,7%)    |
| Укупно            | 5.520         | 8.111         |